# 1751 Herget
Az 1751 Herget (ideiglenes jelöléssel 1955 OC) a Naprendszer kisbolygóövében található aszteroida. Az Indianai Egyetem fedezte fel 1955. július 27-én.